# Diễn viên trong Tây du ký (phim truyền hình 1986)
Phim Tây du ký có lực lượng diễn viên đông đảo, với sự góp mặt của đội ngũ diễn viên có tên tuổi lúc bấy giờ và một số diễn viên không chuyên. Tuy nhiên, vì số lượng tập phim là 25 và lực lượng diễn viên đông nhưng cũng không tránh khỏi hiện tượng thiếu diễn viên. Phim cá biệt một vai có tới 6 diễn viên thủ vai (Tam Tạng - 6 diễn viên) và một diễn viên đóng tới 4-5 nhân vật khác nhau (Từ Thiếu Hoa và Lục Tiểu Linh Đồng).

## Thay đổi diễn viên

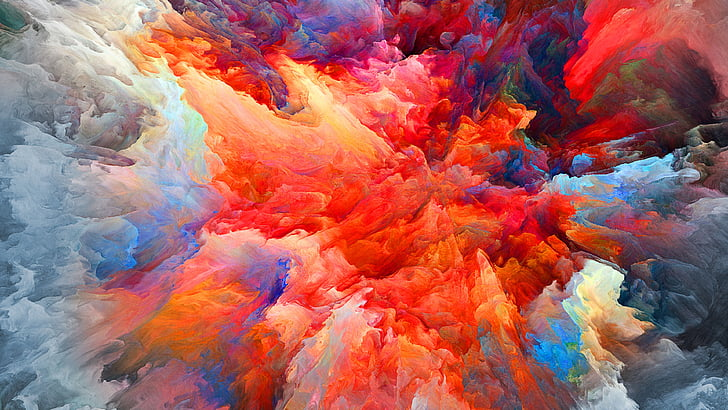
Một cảnh trong tập 16: Tây Quốc Nữ Giới, đây là diễn viên Từ Thiếu Hoa trong lần thay đổi diễn viên thủ vai Đường Tăng lần 2

Trong phim Tây Du Ký, nhân vật Đường Tăng do sáu diễn viên thể hiện, lần lượt là Từ Thiếu Hoa, Hồ Văn Thiến, Vương Lỗi, Thái Viễn Hàng, Uông Việt, Trì Trọng Thụy. Uông Việt là diễn viên đầu tiên được đạo diễn Dương Khiết mời đóng vai Đường Tăng, khi đó anh đang là học viên của Học viện điện ảnh Bắc Kinh. Do thời gian quay bộ phim Tây Du Ký kéo dài quá lâu, trong khi Uông Việt lại muốn thử sức với những vai mới, nên anh đã xin "rút tên" khi phim vừa quay được vài tập.
Đường Tăng "nhiệm kỳ thứ hai" là Từ Thiếu Hoa. Anh gắn bó với đoàn làm phim được hai năm năm tháng (giai đoạn 1983-1986) thì cũng nói lời tạm biệt, để chuẩn bị thi đại học. Từ Thiếu Hoa hài hước nói, trong thời gian đóng phim Tây Du Ký, nỗi khổ lớn nhất của anh là quá... khỏe, bởi so với các "đệ tử", vai Đường Tăng khá an nhàn, không cần vận động nhiều, lại ăn được ngủ được nên Từ Thiếu Hoa tăng cân vùn vụt, kết quả là anh bị đạo diễn buộc phải giảm cân. Ấn tượng sâu sắc nhất đối với Từ Thiếu Hoa là khi Uông Việt bàn giao vai Đường Tăng cho anh, Uông Việt đã "lo lót" mời anh dùng bữa cơm tốn hết 40 nhân dân tệ. Trì Trọng Thoại là diễn viên cuối cùng thể hiện vai Đường Tăng (giai đoạn 1986 -1987), đến đoạn thầy trò Đường Tăng thỉnh được chân kinh từ Tây Thiên trở về.
Trong ba diễn viên thể hiện Đường Tăng, cả ba diễn viên đều thể hiện rất đạt tính cách của Đường Tăng. Dù thay đổi diễn viên, nhưng vai diễn Đường Tăng của ba diễn viên rất được khán giả ưa thích. Từ Thiếu Hoa thể hiện một Tam Tạng điển trai khiến Tây Lương Nữ Quốc Vương (Châu Lâm) phải động lòng cả trong phim lẫn ngoài đời., Uông Việt thể hiện một Đường Tăng khiêm khắc và mềm lòng. Trì Trọng Thoại tình cảm và yêu thương học trò khiến cả ba đều ăn khớp với nhau trong việc thể hiện một Tam Tạng với tính cách đa dạng qua mỗi tập phim.
Nhân vật Tôn Ngộ Không từng bị hiểu lầm là do hai diễn viên đóng, người đầu tiên là Tiểu Lục Linh Đồng-anh trai của Lục Tiểu Linh Đồng, (có nguồn trích dẫn Tiểu Lục Linh Đồng đảm nhận vai Tôn Ngộ Không trong các tập "Trừ yêu Ô Kê quốc"; "Họa từ Quan Âm viện"; "Thâu ngật nhân sâm quả"; "Tam đả Bạch Cốt tinh" và "Kế thu Trư Bát Giới" rồi qua đời do ung thư máu, sau khi  Tiểu Lục Linh Đồng qua đời, cha ông-Lục Linh Đồng đã giới thiệu Lục Tiểu Linh Đồng đảm nhận nốt vai Tôn Ngộ Không trong các tập còn lại). Thực tế Tiểu Lục Linh Đồng đã mất khi Lục Tiểu Linh Đồng mới 7 tuổi, chính ông là người đã thổi ước mơ để em trai mình hoàn thành tâm nguyện tiếp nối Mỹ Hầu Vương của gia đình ông. Lúc đạo diễn Dương Khiết tìm tới Lục Linh Đồng (cha của 2 anh em), bà đã mong muốn để Tiểu Lục Linh Đồng nhận vai Tôn Ngộ Không khi thấy ảnh treo trên tường, tuy nhiên khi nghe Lục Linh Đồng bảo Tiểu Lục Linh Đồng đã mất, bà đành tìm diễn viên khác. Nhờ sự quyết tâm giới thiệu cũng như khẳng định của Lục Linh Đồng rằng Lục Tiểu Linh Đồng sẽ không thua kém anh trai, Dương Khiết đã đồng ý để Lục Tiểu Linh Đồng đảm nhận vai này. Mặc dù lần quay thử đầu tiên diễn xuất của Lục Tiểu Linh Đồng còn chưa hoàn hảo, nhưng chỉ sau một thời gian ngắn khi đoàn làm phim chuẩn bị bối cảnh và quay chính thức, bằng diễn xuất xuất sắc nhập vai, Lục Tiểu Linh Đồng đã chứng minh sự lựa chọn của Dương Khiết cũng như sự tin tưởng của cha ông - Lục Linh Đồng là hoàn toàn chính xác. Sở dĩ có thông tin anh trai Tiểu Lục Linh Đồng tham gia diễn xuất là vì có lần Lục Tiểu Linh Đồng chia sẻ rằng "mọi người nhìn thấy Tôn Ngộ Không hoàn hảo đó nhưng thực tế lại là anh tôi" - câu này ám chỉ chính anh trai đã truyền niềm đam mê cho ông trước lúc hấp hối bằng câu nói "Khi nào em làm Mỹ Hầu Vương thì em sẽ gặp được anh". Năm Lục Tiểu Linh Đồng đóng Tôn Ngộ Không, ông bước sang tuổi 23. (Trích Hồi ký của đạo diễn Dương Khiết do Giaoduc.net.vn lược dịch và tổng hợp)

## Lồng tiếng
Các nhân vật trong phim mỗi người đều có một giọng nói đặc trưng do diễn viên lồng tiếng hỗ trợ, như vai Đường Tăng là do diễn viên lồng tiếng Trương Vân Minh phụ trách, vai Tôn Ngộ Không được diễn viên của đoàn Kinh kịch An Huy lồng tiếng, còn giọng của lão Trư là tiếng nói của một diễn viên lão thành trong hãng phim điện ảnh Bát Nhất, chỉ duy nhất nhân vật Sa Tăng là do Diêm Hoài Lễ tự lồng tiếng.

## Vai diễn nổi bật
Ngoài bốn nhân vật chính, bộ phim Tây Du Ký đã có khá nhiều vai diễn bất hủ, mà cho đến bây giờ chưa có bộ phim nào vượt qua. Cái bóng của phim Tây Du Ký 1986 có thể nói là quá lớn. Tuyến nhân vật phụ cũng để lại nhiều vai diễn bất hủ, có thể kể đến:

### Tả Đại Phân vai Quan Thế Âm
Tả Đại Phân là diễn viên đóng vai Quan Âm thành công nhất trong tất cả các phiên bản về sau của phim truyền hình và điện ảnh. Quan Thế Âm của Tả Đại Phân trong Tây Du Ký không phải là vai diễn duy nhất của nữ diễn viên này. Năm 1976, Tả Đại Phân đóng vai Quan Âm trong một vở Tương kịch mang tên Truy ngư ký. Cũng chính nhờ vai diễn này mà đạo diễn Dương Khiết đã phát hiện ra cô. Quan Thế Âm của Tả Đại Phân thanh thoát và rất nhập vai.

### Triệu Hân Bồi vai Hồng Hài Nhi
Triệu Hân Bồi tham gia vai diễn Hồng Hài Nhi chỉ mới bảy tuổi, đã thể hiện một Hồng Hài Nhi nhỏ tuổi nhưng mưu ma khá thành công. Vai diễn của Triệu Hân Bồi không lẫn bất kỳ vai diễn Hồng Hài Nhi nào về sau, khó có diễn viên lột tả được tính cách của Hồng Hài Nhi, ngây thơ nhưng vô cùng gian tà, thông minh nhưng vô cùng ác.

### Châu Lâm vai Tây Lương Nữ Quốc Vương
Trong phim Tây Du Ký có đến 40 mỹ nhân tham gia, nhưng Châu Lâm được xem là "đại mỹ nhân". Châu Lâm diễn xuất rất thần vai diễn vua Nữ Quốc. Có lẽ do phim giả, tình thật mà Châu Lâm diễn xuất quá thành công vai diễn này, nó trở thành vai diễn để đời cho Châu Lâm.

## Diễn viên đóng thế
Do nguồn kinh phí eo hẹp, cộng thêm ngành truyền hình Trung Quốc đầu thập niên 1980 vẫn chưa phát triển, đạo diễn Dương Khiết không có chủ trương mời diễn viên đóng thế, nên trong 25 tập phim Tây Du Ký, tất cả các cảnh quay võ thuật đều do diễn viên tự đóng.

## Diễn viên nhí
Phim có khá nhiều diễn viên nhí tham gia diễn xuất. Nhưng xuất sắc nhất và để lại ấn tượng trong lòng khán giả nhất chính là diễn viên nhí Triệu Hân Bồi trong vai Hồng Hài Nhi ở tập 14, Đại chiến Hồng Hài Nhi. Khi tham gia phim này, Triệu Hân Bồi chỉ mới bảy tuổi. Có thể nói, Triệu Hân Bồi là diễn viên nhí duy nhất của điện ảnh Trung Quốc thể hiện thành công vai Hồng Hài Nhi. Với gương mặt vừa ác vừa trẻ con của Hồng Hài Nhi khiến khán giả vừa thương vừa ghét. Có thể nói, mỗi tập phim của Tây Du Ký, các diễn viên đều thể hiện thành công nhân vật của mình.

## Danh sách diễn viên

### Diễn viên phần I
- Tôn Ngộ Không - Lục Tiểu Linh Đồng (六小齡童)
- Đường Tăng - Hồ Văn Thiến, Vương Lỗi,Thái Viễn Hàng,Uông Việt (汪粤)[2], Từ Thiếu Hoa (徐少華)[3], Trì Trọng Thụy (遲重瑞)[4]
- Trư Bát Giới - Mã Đức Hoa (馬德華)
- Sa Tăng - Diêm Hoài Lễ (閻懷禮) (phần 1)
- Phật Tổ Như Lai - Châu Long Quảng (朱龍廣)
- Quan Âm Bồ Tát - Tả Đại Phân (左大玢)
- Ngọc Hoàng Thượng đế - Chương Ngọc Thiện (张玉善)
- Thái Thượng Lão Quân - Trịnh Dung (郑榕)
- Linh Cát Bồ Tát - Trì Triệu Bằng (tập 3), Nhậm Phượng Pha (tập 8, 17, 25)
- Phổ Hiền Bồ Tát - Quách Uy (tập 3, 8), Cận Căn Tuất (tập 25)
- Văn Thù Bồ Tát - Triệu Quyền (tập 3, 8), Diệp Dĩ Manh (tập 13, 25)
- Diêm Vương - Lưu Giang
- Hằng Nga - Khâu Bội Ninh (邱佩寧)
- Thái Bạch Kim Tinh - Vương Trung Tín
- Thác Tháp Lý Thiên Vương - Vương Ngọc Lập
- Na Tra - Ngải Kim Mai (艾金梅) (tập 2, 3), Dương Bân (楊斌) (tập 12, 17, 22)
- Xích Cước đại tiên - Hàn Thiện Tục (tập 2, 3), Cận Căn Tuất (tập 23)
- Nhị Lang Thần - Lâm Chí Khiêm
- Vương Mẫu nương nương - Vạn Phức Hương
- Di Lặc Phật - Thiết Ngưu
- Thái Ất Thiên Tôn - Châu Bỉnh Khiêm
- Tiểu Bạch Long - Vương Bá Chiêu (王伯昭)
- Bồ Đề sư tổ - Quan Vân Giai (关云阶)
- Thiên lý nhãn - Diêm Hoài Lễ
- Thuận phong nhĩ - Hạng Hán
- Mã hầu - Hạng Hán
- Bạch mao hầu - Mã Đức Hoa
- Lão chủ quán trọ (tập 1) - Lý Vĩnh Quý
- Đường quan - Lý Liên Nghĩa
- Đạo đồng - Bạch Xuân Hương
- Vũ Khúc tinh quân - Vương Chí Thiện
- Hỗn thế ma vương - Lâm Chí Khiêm
- Độc giác quỷ vương - Hàn Thiện Tục
- Ngưu Ma Vương (tập 2) - Diêm Hoài Lễ
- Cự Linh Thần - Tiền Vĩnh Khang
- Thiên Bồng nguyên soái - Mã Đức Hoa
- Giám thừa - Diêm Hoài Lễ
- Giám phó - Trương Ký Điệp
- Phúc tinh - An Vân Vũ
- Lộc tinh - Lý Nhuận Sinh
- Thọ tinh - Dương Ngọc Chương
- Thổ địa (tập 3) - Khổng Nhuế
- Thất tiên nữ - Vương Học Cần, Trương Yên Yên Đẳng...
- Tiên hạc - Trương Kinh Lệ
- Ân Tiểu Tả - Mã Lan (馬蘭)
- Trần Quang Nhị - Từ Thiếu Hoa
- Đường Thái Tông - Trương Chí Minh (張志明)
- Quan Âm hóa thân - Quách Gia Khánh
- Lưu Hồng - Hàn Thiện Tục
- Trà phòng (tập 4) - Lý Kiến Thành
- Tiểu Đường Tăng - Sái Viễn, Hàng Vương Chuyên
- Đông Hải Long vương - Lý Kinh Tây
- Tây Hải long vương - Diêm Hoài Lễ
- Cửu Đầu Trùng - Lý Long Tân (tập 5), Á Vĩ Kiệt (tập 18)
- Lão trượng (tập 5) - Hàn Thiện Tục
- Tiểu nam hài - Hà Nghĩa
- Lưu Bá Khâm - Từ Xuyên
- Tướng cướp - Hạng Hán, Mã Đức Hoa, Dương Bân, Hà Dịch, Lý Nhuận Sinh, Lý Liên Văn
- Mộc Tra - Dương Bân
- Kim Trì trưởng lão - Trình Chi (程之)
- Quảng Trí hòa thượng - Lý Vĩnh Quý
- Hắc Hùng tinh - Hạng Hán
- Bạch Hoa Xà Quân - Trình Vĩ Binh
- Quảng Mục thiên vương - Lâm Chí Khiêm
- Tráng hán, Thiên Bồng nguyên soái (tập 7) - Mã Đức Hoa
- Cao Tài - Hạng Hán
- Cao lão phu nhân - Cao Ngọc Thiến
- Cao Thái Công - Khổng Nhuế
- Cao Thúy Lan - Ngụy Tuệ Lệ (魏慧麗)
- Nha hoàn - Hướng Linh
- Địa bảo (tập 7) - Trương Ký Điệp
- Hoàng Phong quái - Quách Gia Khánh
- Lão Hổ tinh - Trương Ký Điệp
- Lê Sơn lão mẫu - Tôn Phượng Cầm
- Chân Chân - Thẩm Tuệ Phân
- Ái Ái - Dương Phượng Nhất
- Liên Liên - Hà Tình (何晴)
- Tiên nữ (tập 8) - Hứa Nghiệp
- Trấn Nguyên đại tiên - Ngô Quế Linh
- Thanh Phong - Sái Lâm (蔡林)
- Minh Nguyệt - Vương Dương (王羊)
- Thổ địa (tập 9) - Hạng Hán
- Bạch Cốt Tinh - Dương Xuân Hà (楊春霞)
- Thôn cô (tập 10) - Dương Tuấn
- Lão phụ - Lưu Huệ Mẫn
- Lão ông - Hoàng Phỉ
- Khô Lâu Tinh - Lý Liên Nghĩa, Lý Nhuận Sinh
- Hắc Hồ Tinh - Hàn Phượng Hà, Lý Hồng Dương (tập 11)
- Hắc Hồ Tinh hóa thân (tập 11) - Hàn Phụng Hà
- Bách Hoa mĩ công chúa - Lưu Tân (劉濱)
- Hoàng Bào quái - Nhậm Phụng Pha
- Hoàng Bào quái hóa thân - Dương Thụ Bưu
- Bạch Long Mã hóa thân - Nhậm Văn Kiên
- Bảo Tượng quốc Quốc vương - Cố Lam
- Kim Giác đại vương - Xa Hiểu Đồng
- Ngân Giác đại vương - Quách Thọ Dương
- Tinh Tế quỷ - Lý Kiến Thành
- Linh Lợi trùng - Ký Phúc Kỉ
- Đạo sĩ (tập 12) - Lục Tiểu Linh Đồng
- Cửu Vĩ hồ - Lục Tiểu Linh Đồng
- Sơn thần (tập 12) - Mã Đức Hoa
- Thái Thượng lão quân (tập 12) - Diêm Hoài Lễ
- Ô Kê quốc Quốc vương - Lôi Minh
- Ô Kê quốc Vương hậu - Hướng Mai (向梅)
- Ô Kê quốc Thái tử - Uông Hải Ninh
- Yêu đạo (tập 13) - Đổng Hồng Lâm (董洪林)
- Tăng quan (tập 13) - Triệu Nghiễm Sam
- Tĩnh Long vương - Trì Trọng Thụy
- Đồng tử - Tất Đằng
- Thái giám (tập 13) - Lý Kiến Thành
- Hồng Hài Nhi - Triệu Hân Bồi
- Ngưu Ma Vương - Vương Phu Đường
- Thổ địa Giáp - Hạng Hán
- Thổ địa Ất - Từ Đình Lôi
- Sơn thần Giáp - Lý Kiến Thành
- Sơn thần Ất - Lý An Kiện
- Sơn thần Bính - Trương Tử Nguyệt
- Long vương (tập 14) - Từ Thiếu Hoa
- Xa trì quốc Quốc vương - Triệu Ngọc Tú
- Xa Trì quốc Vương hậu - Triệu Lệ Dung (趙麗蓉)
- Hổ Lực đại tiên - Lưu Cần
- Lộc Lực đại tiên - Sái Du Ca
- Dương Lực đại tiên - Tằng Thảo
- Hai đạo sỹ (tập 15) - Cận Căn Tuất, Từ Đình Lôi
- Quốc vương Tây Lương nữ quốc - Châu Lâm (朱琳)
- Bọ cạp tinh - Lý Vân Quyên
- Nữ thái sư (tập 16) - Dương Quế Hương
- Như Ý chân tiên - Vương Đức Lâm
- Mão Nhật tinh quan - Từ Quan Xuân
- Thiết Phiến công chúa - Vương Phượng Hà
- Ngọc Diện hồ li tinh - Trịnh Ích Bình (鄭益萍)
- Lão thổ địa (tập 17) - Cát Hữu
- Sái Trại quốc quốc vương - Kim Cương
- Vạn Thánh công chúa (tập 18) - Trương Thanh (张青)
- Vạn Tài lão long vương - Triệu Bảo Tài
- Lão hòa thượng (tập 18) - Lý Phụng Xuân
- Lão phương trượng - Lý Chí Nghị
- Hai tiểu hòa thượng - Điền Giang Thủy, Bạch Kiến Tài
- Tiểu hòa thượng (tập 18) - Cao Ký Phong
- Bôn ba nhi bá - Lý Kiến Thành
- Bá ba nhi bôn - Cao Bảo Trọng
- Hạnh Tiên - Vương Linh Hoa (王苓華)
- Hoàng Mi yêu vương - Tào Đạc (曹鐸)
- Cô Trực Công - Tào Đạc
- Thập Bát Công - Dã Băng
- Phất Vân Tẩu - Lý Thiết Phong
- Lăng Không Tử - Diệp Dĩ Manh
- Khán Hoàn lão nhân - Thiết Ngưu
- Quỷ sứ (tập 19) - Lý Kim Thủy
- Châu Tử quốc Quốc vương - Cung Minh
- Kim Thánh nương nương - Chiêm Bình Bình
- Trại Thái Tuế - Vương Nhân
- Hữu lai hữu khứ - Chu Tài Lợi
- Tử Dương chân nhân - Hàn Thao
- Lão thái giám - Sử Sùng Nhân
- Lão thái y - Cừu Phủ Tuyền
- Đại thần (tập 20) - Lý Kiến Lương
- Đại chu nữ (Hồng nhện tinh) - Diêu Gia
- Á chu nữ (Lam nhện tinh) - Lưu Sảnh
- Tam chu nữ (Tử nhện tinh) - Đỗ Hướng Huệ
- Tứ chu nữ (Phấn nhện tinh) - Dương Túc
- Ngũ chu nữ (Tranh nhện tinh) - A Chi Thi Mã
- Lục chu nữ (Lục nhện tinh) - Lữ Hải Ngọc
- Thất chu nữ (Hoàng nhện tinh) - Lưu Lâm
- Đa mục quái - Lý Hồng Dương
- Bì Lan bà bồ tát - Dương Kỳ Mẫn
- Lê Sơn lão mẫu hóa thân - Lý Tư Kỳ
- Tiểu đạo sĩ (tập 21) - Dương Bân, Từ Đình Lôi
- Bạch thử tinh - Thường Thanh
- Đại Lạt Ma - Vương Tiệp
- Tiểu Lạt Ma - Lý Chí Hùng
- Lạt Ma chủ trì - Ngô Đường
- Yêu nữ (tập 22) - Á Tuyết Mai, Khương Tú Hoa
- Ngọc Hoa châu quốc vương - Ni Cách Mộc Đồ
- Đại thái tử - Trương Dương
- Nhị thái tử - Diệp Dĩ Manh
- Tam thái tử - Dương Bân
- Hoàng Sư tinh - Hạng Hán
- Cửu Linh nguyên thánh - Lý Kiến Thành
- Điêu toàn cổ quái - Sa Kiệt
- Cổ quái điêu toàn - Hà Dịch
- Vương Tiểu Nhị - Cung Minh
- Vợ Vương Tiểu Nhị - Khúc Anh Liên
- Triệu mẫu (tập 23) - Trần Khánh Bình
- Ngọc Hoa châu vương hậu - Dương Ngọc Mẫn
- Ngọc thố / Thiên Trúc công chúa - Lý Linh Ngọc (李玲玉)
- Thiên Trúc quốc vương - Vương Đồng
- Thiên Trúc vương hậu - Vu Hồng
- Thái âm tinh quân - Khâu Bội Ninh
- Lão tăng (tập 24) - Nhậm Phượng Pha
- Kim Đính đại tiên (tập 25) - Vương Hi Chung
- A Na - Hạng Hán
- Ca Diếp - Lý Kiến Thành
- Trường my La Hán - Hà Thành Phú
- Người chèo thuyền - Lý Hồng Dương

Trong phim còn có Hùng Nghê vào vai khỉ con, Hứa Tình (許晴) trong vai một tiểu đồng của Thái Thượng Lão Quân (tập 3), Mã Linh trong vai người múa phụ họa cho Hằng Nga...

### Diễn viên phần II
1. Tôn Ngộ Không - Lục Tiểu Linh Đồng (六小齡童)
2. Đường Tăng - Từ Thiếu Hoa (徐少華) (từ tập 1 đến giữa tập 9), Trì Trọng Thụy (遲重瑞) (giữa tập 9 đến tập 16)
3. Trư Bát Giới - Thôi Cảnh Phú (崔景富)
4. Sa Tăng - Lưu Đại Cương (劉大剛)
5. Ngọc Hoàng Thượng đế - Vương Vệ Quốc (王衛國)
6. Quan Âm Bồ Tát - Tả Đại Phân
7. Phật Tổ Như Lai - Châu Long Quảng
8. Thái Thượng Lão Quân - Trịnh Dung
9. Thái Bạch Kim Tinh - Vương Trung Tín
10. Diêm Vương - Lưu Giang
11. Đường Thái Tông - Trương Chí Minh
12. Thác Tháp Lý Thiên Vương - Trần Trọng Sinh
13. Đông Hải Long vương - Thôi Cảnh Phú
14. Tây Hải Long vương - Trì Quốc Đống
15. Na Tra - Châu Cầm, Vương Uy
16. Mộc Tra - Trương Phân
17. Điện mẫu - Trương Đan Đan
18. Phong bà bà - Sa Lâm
19. Trần Thanh - Trương Mặc Côn (tập 1-2)
20. Thê Trần Trừng - Trương Văn Huệ
21. Lão quản gia- Lý Khánh Hữu
22. Tiểu quan bảo - Lưu Lập Phong
23. Linh Cảm đại vương - Vương Lập Mẫn
24. Ngư nữ - Cơ Ngọc
25. Ngao lão - Lam Pháp Khánh
26. Đứng đầu cường hán - Khương Báo Hồng
27. Vợ đứng đầu cường hán - Dương Hứng Nghi
28. Thôn cô và Khổng Tước công chúa (tập 4, 5) - Kim Xảo Xảo (金巧巧)
29. Thanh sư - Cổ Thạch Đầu
30. Bạch tượng - Vương Vệ Quốc
31. Đại bàng - Quách Quân
32. Hí Thước - Châu Đan
33. Tiểu toàn phong - Lam Gia Phú
34. Đà Long - An Á Bình (tập 6-7)
35. Hắc Thủy hà công chúa - Dương Tĩnh
36. Ma Ngang thái tử - Tào Vinh
37. Thanh Ngưu tinh - Lý Hồng Đào (tập 8-9)
38. Quận hầu- Đàm Phi Linh
39. Thê quận hầu- Đàm Nguyệt Vinh
40. Phụng Tiên quận thôn phụ - Ngô Tố Anh
41. Mãng xà tinh - Bác Hồng
42. Lý lão hán -Dương Tử Thuần
43. Báo Tử tinh - Vũ Chí Dũng
44. Thê tiều tử - Trịnh Anh
45. Tiều tử- Trương Dương
46. Lang tinh - Lam Pháp Khánh
47. Tỷ Khâu quốc mỹ hậu (hồ ly tinh) (tập 13, 14) - Ngu Mộng (虞夢)
48. Tỷ Khâu quốc quốc vương - Vương Anh
49. Bạch lộc tinh - Lưu Kình
50. Yêu đạo - Cừu Vĩnh Lực
51. Dịch quan - Lý Hồng Dương
52. Khấu viên ngoại - Sái Quảng Khánh (tập 14-15)
53. Nhị phu nhân - Vương Mỹ Hồng
54. Julia (Châu Lệ Á) - Vương Hà
55. Tịch hàn đại vương - Trần Đại Trung
56. Tịch thử đại vương - Triệu Nghị
57. Tịch trần đại vương - Sái Du Ca
58. Tây Hải long công chúa - Lưu Đan (劉丹)
59. Khuê Mộc lang - Từ Kiến Sinh
60. Bạch vô thường - Lục Tiểu Linh Đồng
61. Từ Vân Tự phương trượng - Trọng Trường Đức

(danh sách diễn viên phần hai không xếp theo thứ tự tập phim)